# Ducats Units de Jülich-Clèveris-Berg

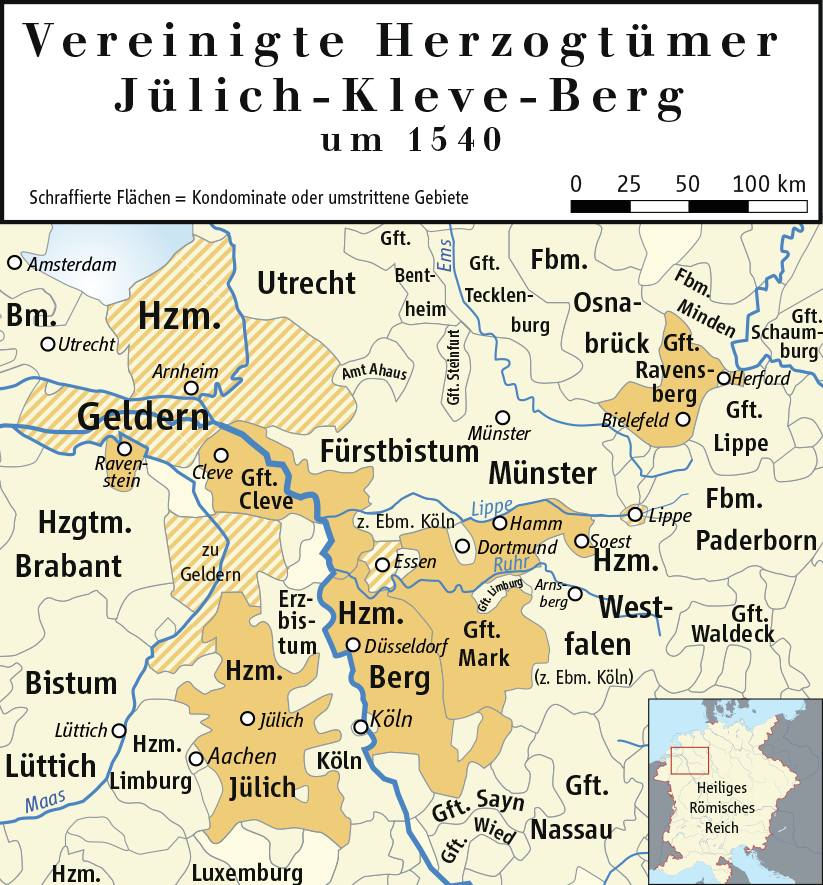
Mapa de Jülich-Clèveris-Berg incloent la província de Gelderland (al voltant de 1540).

Els Ducats Units de Jülich-Clèveris-Berg (en alemany Herzogtümer Jülich-Kleve-Berg) va ser el nom d'una antiga unió de territoris al llarg de l'actual estat federat de Rin del Nord-Westfàlia a alemany, i la moderna província holandesa de Gelderland. Des de 1521 fins al 1666, el territori va ser una combinació d'Estats en unió personal, tots ells reichsfrei del Sacre Imperi Romanogermànic. El nom va ser ressuscitat després del Congrés de Viena per a una província de curta durada del Regne de Prússia entre 1815 i 1822.

## Història
Els Ducats Units de Jülich-Clèveris-Berg van ser una combinació d'Estats del Sacre Imperi Romanogermànic: el Ducat de Jülich i el de Berg ja estaven units des de 1423. Prop d'un segle més tard, el 1521, aquests dos ducats, juntament amb el comtat de Ravensberg, no van tenir hereus masculins, amb només la filla de l'últim duc, Maria de Jülich-Berg, com a hereva. Segons la llei sàlica, les dones només podien sostenir una propietat a través d'un marit o un custodi. Així, els territoris van passar al seu marit Joan III, Duc de Clèveris i de la Marck, com a resultat del seu matrimoni estratègic en 1509. Aquests ducats units controlaven la major part de l'actual Rin del Nord-Westfàlia que no estava dins dels territoris eclesiàstics de l'Electorat de Colònia ni de Münster.
Només un segle més tard del matrimoni de Joan III, no obstant això, la línia de la unió ducal va quedar extinta, provocant una guerra per la successió dels territoris en morir sense descendència el net de Joan, el duc Joan Guillem. Mentre els ducs, inspirats per l'humanisme d'Erasme de Rotterdam, havien aconseguit a portar una via media entre les disputes confessionals derivades de la Reforma Protestant, els hereus de les germanes majors de l'últim duc estaven en bàndols oposats de la línia divisòria. La situació pels desitjos d'adquisició de l'emperador Rodolf II i els ducs de Saxònia de Wettin, aquests últims particularment preocupats per Enric IV de França i la República holandesa, els qui temien qualsevol enfortiment dels Països Baixos dels Habsburg.
La luterana Anna de Prússia, filla de Maria Eleonor de Clèveris, es va casar amb l'elector de Brandenburg Joan Segimon, mentre que la catòlica Anna de Clèveris va esposar-se amb Felip Lluís, Comte Palatí de Neuburg. Com a resultat, després de la Guerra de successió de Jülich (un dels antecedents de la Guerra dels Trenta Anys) i el Tractat de Xanten, els territoris protestants (Clèveris, la Marck i Ravensberg) van passar a Brandenburg-Prússia, mentre que els territoris catòlics (Jülich i Berg) van ser concedits al Palatinat-Neuburg. Desafortunadament, després d'anys de ser castigada pels exèrcits, gran part de la riquesa de les terres de la regió va quedar destruïda, que havia estat de gran anomenada en temps del pare de Joan Guillem, Guillem el Ric.
El net de Felip Lluís, Felip Guillem es va convertir en Elector Palatí el 1685, convertint la capital de Berg en seu de l'Electorat del Palatinat, fins que la línia va passar a l'elector de Baviera el 1777. El 1701, els Marcgravis Electors de Brandenburg es van convertir en Reis de Prússia, amb Clèveris-Marck com la seva primera possessió en l'Alemanya occidental, va ser la llavor de la futura Província del Rin prussiana.

## Ducs de Jülich-Clèveris-Berg
- 1521-1539: Joan III de Clèveris
- 1539-1592: Guillem el Ric
- 1592-1609: Joan Guillem